# Mala Loka pri Višnji Gori
Mala Loka pri Višnji Gori je naselje v Občini Grosuplje.